# Farès Khenniche
Faris Khenniche est un footballeur algérien, né le 12 août 1981 à Sétif (Algérie).

## Carrière
Originaire du quartier du Mont-Mesly à Créteil, Farès Khenniche a fait toutes ses gammes au club de Créteil-Lusitanos. Doué techniquement, ce joueur d'origine kabyle a la particularité d'être apparu dans le spot TV « Nike Freestyle » aux côtés de Ronaldinho. Lancé dans le grand bain de la ligue 2 par l'entraîneur portugais Artur Jorge, Faris Khenniche est régulièrement sélectionné au milieu de terrain de l'US Créteil-Lusitanos. En manque de temps de jeu au début de la saison 2008-2009, il décide de quitter son club formateur pour s'engager avec le Mouloudia d'Alger (L1 Algérienne) pour une durée de 18 mois.

### Club
- Depuis 1991 : US Créteil-Lusitanos
- Janvier 2009 : MC Alger

## Liens
- (fr) Profil du joueur